# Werner Karle junior
Werner Karle jr. (* 24. März 1963 in Bochum; † 28. September 2002) war ein deutscher Schauspieler, der in zahlreichen Kino- und Fernsehproduktionen mitwirkte.
Karle starb 2002 im Alter von 39 Jahren an einem Herzinfarkt.

## Filmografie (Auswahl)
- 1991: Manta Manta
- 1992: Schwarze Hochzeit (Fernsehfilm)
- 1994: Die Sieger
- 1994, 1996: Die Wache (Fernsehserie, 2 Folgen)
- 1995: Und tschüss! (Fernsehserie, 5 Folgen)
- 1995: Nich’ mit Leo
- 1995, 1997:  Balko (Fernsehserie, Folgen 1x16, 2x15)
- 1996: Der Trip – Die nackte Gitarre 0,5
- 1996: Ein Mord auf dem Konto (Fernsehfilm)
- 1997: Tatort: Brüder
- 1997: Küstenwache (1x01)
- 1998: Frau Rettich, die Czerni und ich
- 1998: Drei Tage Angst (Fernsehfilm)
- 1999: Bang Boom Bang – Ein todsicheres Ding
- 1999: Der Erlkönig – Auf der Jagd nach dem Auto von morgen (Fernsehfilm)
- 1999: Doggy Dog – Eine total verrückte Hundeentführung (Fernsehfilm)
- 2001: Club der starken Frauen – Die rote Meile (Fernsehserie, Episodenrolle)
- 2002: Was nicht passt, wird passend gemacht